# 龍胆寺雄
龍胆寺 雄（りゅうたんじ ゆう、1901年4月27日 - 1992年6月3日）は茨城県出身の作家、サボテン研究家。龍膽寺雄とも表記。

## 経歴

### 生い立ち
千葉県印旛郡佐倉町（現在の佐倉市）味噌部屋生まれ。茨城県真壁郡下妻町（現在の下妻市）育ち。本名は橋詰雄（はしづめ ゆう）。父橋詰孝一郎は長塚節の親友で、雄の出生当時は千葉県立佐倉中学校の国語教師だった。母の兄の連れ合いは松原姓で、その実兄にジャーナリストの松原二十三階堂がいる。
生後まもなく、父の転任に伴って下妻に移住。1918年、茨城県立下妻中学校卒業。第二高等学校 (旧制)を受験したが失敗し、その翌年、水戸高等学校 (旧制)受験の途次、急性の結核性頸部淋巴腺腫に倒れて受験を断念し、東京の順天堂医院に入院。1921年、慶應義塾大学医学部入学。

### 文壇登場
1928年、「放浪時代」が『改造』第1回懸賞創作一等に入選すると共に慶應義塾大学医学部中退。1928年11月、『改造』発表の「アパアトの女たちと僕と」が谷崎潤一郎たちに絶賛され、「モダニズム文学」の作家としての評価を確立する。
1929年、同人誌『近代生活』を創刊。1930年、新感覚派と新人生派の新人作家との交流を中心にした「十三人倶楽部」を結成。同年、中村武羅夫らとともに「新興芸術派クラブ」を結成。1931年、「魔子」を発表。
吉行エイスケ、浅原六朗、久野豊彦たちと共に新興芸術派の中心的存在だったが、1934年、「M子への遺書」の中で当時の文壇の大御所菊池寛たちの実名を挙げて代作の横行など文壇の腐敗を攻撃し、このために文壇的地位を失ったと主張しているが（彼自身も川端康成の代作をしたことがあった）、臼井吉見は「川端康成政治家説の背景」（『文藝春秋』1977年8月）で、龍胆寺の被害妄想、誇大解釈ではないかとしている。1943年、長篇小説「鳳輦（ほうれん）京（みやこ）に還る─建武中興秘史　大塔宮と村上義光をめぐって─」が第18回直木賞候補となったが、落選。戦後、『放浪時代』は川端が社長を務める鎌倉文庫から復刊している。

### 戦後
1951年に「不死鳥」を発表。この時期、匿名で性記録文献資料「高資料」を執筆したと考えられている。傍ら、神奈川県大和市の自邸でサボテンを研究し、日本砂漠植物研究会を主宰。サボテンの栽培研究で国際的に名を知られた。
1974年、サボテンへの愛を語った随筆集『シャボテン幻想』を上梓。1978年、下妻での少年時代や作家デビュー直前までを綴った自伝『下妻の追憶』を上梓。さらに1979年には続編『人生遊戯派』を出版。作家デビューの頃から『M子への遺書』で文壇的地位を失い、神奈川県大和市中央林間に転居するまでを描くとともに、佐藤春夫や川端康成についてもかなりの紙幅を割いている。
1984年から1986年にかけて『龍胆寺雄全集』（全12巻、同全集刊行会）が刊行された。1989年には、同全集刊行会によって、龍胆寺雄文学賞が設立された。
晩年も『面白半分』や『太陽』、『湘南文學』などに小説やエッセイを寄稿するなど、旺盛な執筆活動を続けていた。
1992年、心不全のため死去。

### 係累
次男の橋詰穹（橋詰たかし）は、クジャクサボテンの生産者として高名。
なお、日夏耿之介門下の薬学者で俳人・詩人の龍膽寺旻は無関係である。

### その他
漫画『孤独のグルメ』のサボテン売り場のエピソードにおいて、「昔の流行作家」として龍胆寺に酷似する人物が登場し、サボテンについて語る場面がある。

## 著書
- 『アパートの女たちと僕と』改造社 1930
- 『十九の夏』新鋭文学叢書 改造社 1930 ゆまに書房、1998
- 『街のエロテシズム コント・小説・物語』赤炉閣書房 1930
- 『街のナンセンス』新潮社（新興芸術派叢書）1930　ゆまに書房、2000
- 『放浪時代』新鋭文学叢書 改造社 1930　ゆまに書房、1998
- 『かげろふの建築師』新潮社 1930
- 『燃えない蝋燭』改造社 1931
- 『化石の街』新潮社 1931
- 『虹と兜虫』改造社 1932
- 『掌の上の惡魔』春陽堂 1932
- 『魔子』新潮社 1933
- 『跫音』改造社（文芸復興叢書）1934
- 『シャボテンと多肉植物の栽培智識』成美堂書店 1935
- 『青銅のCupid』麗日社 1935
- 『村上義光』汎東洋社 1942
- 『美しき青春』淡海堂出版部 1942
- 『楠木一族』潮文閣（新偉人伝全集）1943
- 『若い教養 青年処女常会記』希望の窓社 1943
- 『鳳輦京に還る』今日の問題社 1943
- 『幸福を求める 家族常会記』希望の窓社 1944
- 『風 に関するEpisode』丹頂書房 1946
- 『母の灯』妙義出版社 1949
- 『不死鳥』改造社 1951
- 『シャボテンと多肉植物』誠文堂新光社（園芸手帖シリーズ）1953
- 『虹をつくる男 艶奇幻想小説集』あまとりあ社 1955
- 『官能の夜 耽美派異色作品集』あまとりあ社 1957
- 『シャボテン』誠文堂新光社 1960
- 『シャボテン新入門』誠文堂新光社 1961
- 『シャボテン・四季のアルバム』大泉書店 1962
- 『シャボテンを楽しむ』主婦の友新書 1962
- 『シャボテン小百科』主婦の友社（主婦の友小百科シリーズ）1964
- 『原色シャボテン多肉植物大図鑑』全3巻 誠文堂新光社 1965-1972
- 『流行の多肉植物』主婦の友社（園芸入門）1972
- 『シャボテン幻想』毎日新聞社 1974
- 『問題小説 M・子への遺書』日月書房、1978
- 『塔の幻想』奢霸都館 1978
- 『人生遊戯派 長篇自傳小説「血とー」2』昭和書院 1979
- 『龍胆寺雄全集』全12巻 龍胆寺雄全集刊行会 1984-1986
- 『放浪時代・アパアトの女たちと僕と』講談社文芸文庫 1996